# Leptolyngbya laminosa
Leptolyngbya laminosa (syn. Phormidium laminosum) – gatunek termofilnej sinicy z rzędu Pseudanabaenales. Leptolyngbya laminosa rośnie w gorących źródłach w temperaturach sięgających 57–60 °C. Gatunek kosmopolityczny notowany w Europie, Ameryce Południowej i Azji. Odżywia się na drodze fotosyntezy i nie ma zdolności wiązania azotu cząsteczkowego. Komórki Leptolyngbya laminosa są wydłużone i tworzą nitkowate kolonie. Dzielą się poprzecznie po podwojeniu rozmiaru. Na końcach jednakobiegunowych nici wytwarzane są hormogonia, akinet brak.